# Jiksan-eup
Jiksan-eup (koreanska: 직산읍) är en köping i stadskommunen Cheonan i provinsen Södra Chungcheong, i den centrala delen av landet, 75 km söder om huvudstaden Seoul. Den ligger i stadsdistriktet Seobuk-gu.